# 吉平翼
吉平 翼（よしひら つばさ、1998年1月5日 - ）は、大分県大分市出身のプロサッカー選手。Jリーグ・カターレ富山所属。登録ポジションはフォワード。マネジメント会社はイーマ。

## 来歴
双子の兄と共に大分SS、U-12、U-15、U-18と大分トリニータ各年代のカテゴリでプレー。小学校時代はセンターバックとしてプレーしたが、後にフォワードに転向した。大分U-18ではエースストライカーとしてゴールを量産すると、高校3年次の2015年に岩田智輝と共にトップチームに2種登録選手として選手登録され、先発出場3試合を含むリーグ戦4試合に出場した。
2016年より、岩田、江頭一輝と共に正式にトップチームへ昇格。開幕戦となったJ3第1節・AC長野パルセイロ戦で先発出場を果たした。
2018年よりブラウブリッツ秋田に期限付き移籍。翌2019年、大分に復帰したが公式戦出場機会は無く、同年7月に藤枝MYFCに期限付き移籍した。J3第29節・ヴァンラーレ八戸戦で移籍後初出場を果たすと、2ゴールを記録し逆転勝利の立役者となった。しかし出場機会はその試合のみに終わり、シーズン終了後に藤枝・そして移籍元の大分双方より契約満了となった。
2020年、藤枝に完全移籍で再加入した。同年9月には出場6試合中6ゴール1アシストの成績を残したことが評価され、同月度のJ3月間MVPを受賞した 。最終的にチーム2位の11得点を記録し、プロ入り後初めてシーズン2ケタ得点を達成した。
2021年、カターレ富山へ完全移籍。

## 所属クラブ
- 大分トリニータサッカースクール 南大分校・大分ガス校
- 大分トリニータU-12
- 大分トリニータU-15（大分市立稙田中学校）
- 大分トリニータU-18（大分東明高等学校[16]）
  - 2015年 大分トリニータ（2種登録選手）
- 2016年 - 2019年 大分トリニータ
  - 2018年 ブラウブリッツ秋田（育成型期限付き移籍[8]）
  - 2019年7月 - 12月 藤枝MYFC（育成型期限付き移籍）
- 2020年 藤枝MYFC
- 2021年 - カターレ富山

## 個人成績
| 国内大会個人成績 | 国内大会個人成績 | 国内大会個人成績 | 国内大会個人成績 | 国内大会個人成績 | 国内大会個人成績 | 国内大会個人成績 | 国内大会個人成績 | 国内大会個人成績 | 国内大会個人成績 | 国内大会個人成績 | 国内大会個人成績 |
| 年度             | クラブ           | 背番号           | リーグ           | リーグ戦         | リーグ戦         | リーグ杯         | リーグ杯         | オープン杯       | オープン杯       | 期間通算         | 期間通算         |
| 年度             | クラブ           | 背番号           | リーグ           | 出場             | 得点             | 出場             | 得点             | 出場             | 得点             | 出場             | 得点             |
| 日本             | 日本             | 日本             | 日本             | リーグ戦         | リーグ戦         | リーグ杯         | リーグ杯         | 天皇杯           | 天皇杯           | 期間通算         | 期間通算         |
| ---------------- | ---------------- | ---------------- | ---------------- | ---------------- | ---------------- | ---------------- | ---------------- | ---------------- | ---------------- | ---------------- | ---------------- |
| 2015             | 大分             | 30               | J2               | 4                | 0                | -                | -                | 1                | 0                | 5                | 0                |
| 2016             | 大分             | 30               | J3               | 13               | 2                | -                | -                | 3                | 2                | 16               | 4                |
| 2017             | 大分             | 30               | J2               | 4                | 0                | -                | -                | 2                | 0                | 6                | 0                |
| 2018             | 秋田             | 19               | J3               | 17               | 0                | -                | -                | 1                | 0                | 18               | 0                |
| 2019             | 大分             | 30               | J1               | 0                | 0                | 0                | 0                | -                | -                | 0                | 0                |
| 2019             | 藤枝             | 35               | J3               | 1                | 2                | -                | -                | -                | -                | 1                | 2                |
| 2020             | 藤枝             | 27               | J3               | 30               | 11               | -                | -                | -                | -                | 30               | 11               |
| 2021             | 富山             | 27               | J3               | 26               | 3                | -                | -                | 1                | 0                | 27               | 3                |
| 2022             | 富山             | 27               | J3               | 22               | 6                | -                | -                | 1                | 1                | 23               | 7                |
| 2023             | 富山             | 27               | J3               | 29               | 7                | -                | -                | 2                | 0                | 31               | 7                |
| 2024             | 富山             | 27               | J3               | 34               | 9                | 2                | 0                | 2                | 0                | 38               | 9                |
| 2025             | 富山             | 27               | J2               |                  |                  |                  |                  |                  |                  |                  |                  |
| 通算             | 日本             | 日本             | J1               | 0                | 0                | 0                | 0                | 0                | 0                | 0                | 0                |
| 通算             | 日本             | 日本             | J2               | 8                | 0                | -                | -                | 3                | 0                | 11               | 0                |
| 通算             | 日本             | 日本             | J3               | 172              | 40               | 2                | 0                | 10               | 3                | 184              | 43               |
| 総通算           | 総通算           | 総通算           | 総通算           | 180              | 40               | 2                | 0                | 13               | 3                | 195              | 43               |

- 2015年は2種登録選手

その他公式戦
- 2016年
  - 大分県サッカー選手権大会 (天皇杯予選) ：1試合2得点
- 2018年
  - 秋田県総合サッカー選手権大会 (天皇杯予選)：1試合1得点
- 2024年
  - J2昇格プレーオフ：1試合0得点

### 出場・得点歴
- J2初出場 - 2015年5月24日 第15節 東京ヴェルディ戦（大分銀行ドーム）
- J3初出場 - 2016年3月13日 第1節 AC長野パルセイロ戦（大分銀行ドーム）
  - 初得点 - 2016年5月15日 第9節 FC東京U-23戦（大分銀行ドーム）

## タイトル

### クラブ
大分トリニータU-18
- プリンスリーグ九州1部：2回 (2013年、2014年)

大分トリニータ
- J3リーグ：1回（2016年）

### 個人
- J3リーグ・月間MVP：1回（2020年9月）

## 代表歴
- U-17日本代表
  - 国際ユースサッカー in 新潟（2014年）
- U-18日本代表
  - 長安フォードカップ（2015年）　
  - AFC U-19選手権 予選（2015年）
  - 第28回バレンティン・グラナトキン国際フットボールトーナメント（2016年）
- U-19日本代表
  - バーレーン U-19カップ（2016年）
  - SBSカップ 国際ユースサッカー（2016年）